# Ryōsuke Miura
Ryōsuke Miura (三浦 涼介 Miura Ryōsuke?,  Tokio, Japón, 16 de febrero de 1987) es un actor y cantante japonés. Es principalmente conocido por su papel de Ankh/Shingo Izumi en Kamen Rider OOO. Fue miembro de PureBoys, una unidad de actores y grupo de pop.

## Biografía
Miura nació el 16 de febrero de 1987 en la ciudad de Tokio, Japón, como el tercer hijo del actor Kōichi Miura (n. 1953) y la ex-idol, Alice Jun (1953-2019). Su hermano mayor, Kōta, también es actor. Miura es 3/4 japonés y un 1/4 neozelandés; su abuelo materno era un soldado neozelandés que se estableció en Japón tras la Segunda Guerra Mundial. Ingresó a la industria del entretenimiento tras pasar una audición durante su sexto año de escuela primaria. Su debut como actor se dio en 2002, apareciendo en la película Ogya y en el dorama Kinpachi-sensei. 
En 2005,  Miura apareció regularmente en el drama de televisión Chousei Kantai Sazer-X como Beetle Saiser/Kane Lucano. En 2009, junto con Ryū Andō, se convirtió en miembro de la unidad de actores, PureBoys. Sirvió como vocalista para el primer single del grupo "Zen Cai Dance" lanzado en noviembre del mismo año. Miura se graduó de PureBoys a finales de noviembre de 2011.
Desde septiembre de 2010, Miura ha aparecido regularmente en la serie Kamen Rider OOO como Ankh/Shingo Izumi. En julio de 2012, debutó como solista de Sonic Groove con el sencillo Natsu dayo Honey!!. El 22 de enero de 2016, Miura anunció que se había independizado de Palette y actualmente pertenece a la agencia de talentos Rising Production.

## Filmografía

### Televisión
| Año  | Título                     | Papel                    | Notas           |
| ---- | -------------------------- | ------------------------ | --------------- |
| 2002 | Kinpachi-sensei            |                          | Temporada 6     |
| 2003 | Kochira Hon Ikegami Sho    |                          | Temporada 2     |
| 2003 | Lion Sensei                | Koichi Abe               |                 |
| 2005 | Gokusen                    | Ryosuke Muto             | Temporada 2     |
| 2005 | Chousei Kantai Sazer-X     | Kane Lucano/Beetle Sazer | Episodios 1-38  |
| 2007 | Delicious Gakuin           | Matthew Perrier          |                 |
| 2007 | Joshi Ana Icchokusen!      | Ikeda Teppei             |                 |
| 2008 | Nodame Cantabile SP        | Roland Chevalier         |                 |
| 2008 | Tokyo Ghost Trip           | Hisamoto Ichiya          |                 |
| 2008 | Shibatora                  | Takeshi Kanazawa         |                 |
| 2009 | Kamen Rider Decade         | Momose/Tiger Orphnoch    | Episodios 10–11 |
| 2009 | Meitantei no Okite         | Miyamoto Osamu           | Episodio 2      |
| 2009 | Boss                       | Takeda Hiroyuki          | Episodios 3–4   |
| 2010 | Kamen Rider OOO            | Ankh, Shingo Izumi       | Papel doble     |
| 2010 | Keibuho Yabe Kenzo         | Kogoro Akuchi            | Episodio 8      |
| 2013 | Keibuho Yabe Kenzo 2       | Kogoro Akuchi            | Episodio 7      |
| 2014 | Watashi no kirai na Tantei | Tatsumi Chiaki           | Episodio 5      |

### Películas
| Año  | Título                                                                                | Papel              | Notas       |
| ---- | ------------------------------------------------------------------------------------- | ------------------ | ----------- |
| 2002 | Ogya                                                                                  | Kujimaru           |             |
| 2003 | Yume Oikakete                                                                         |                    |             |
| 2006 | Chousei Kantai Sazer-X The Movie                                                      | Kane Lucano        |             |
| 2008 | Real Onigokko                                                                         | Makoto Suzuki      |             |
| 2008 | Alldays ni Chome no Asahi                                                             | Shinjiku ni-chome  |             |
| 2008 | Bokura no Houteishiki                                                                 | Yokomatsu          |             |
| 2009 | Kanna-san, Daiseiko Desu!                                                             | Suzuki             |             |
| 2010 | Beck                                                                                  | Miyazawa           |             |
| 2010 | Gekijōban Kamen Raidā × Kamen Raidā Ōzu Ando Daburu Fīcharingu Sukaru Mūbī Taisen Koa | Ankh, Shingo Izumi | Papel doble |
| 2011 | Ōzu Den'ō Ōru Raidā Rettsu Gō Kamen Raidā                                             | Ankh, Shingo Izumi | Papel doble |
| 2011 | Gekijōban Kamen Raidā Ōzu Wandafuru Shōgun to Nijū-ichi no Koa Medaru                 | Ankh, Shingo Izumi | Papel doble |
| 2011 | Kamen Rider × Kamen Rider Fourze & OOO: Movie War Mega Max                            | Ankh               |             |
| 2012 | Toei Hero Next: Piece: Kioku No Kakera                                                | Rei                |             |
| 2013 | Cult                                                                                  | Neo                |             |
| 2014 | Rurouni Kenshin: Kyoto Taika-hen                                                      | Sawagejo Cho       |             |
| 2017 | Kamen Rider Heisei Generations FINAL: Build & Ex-Aid with Legend Riders               | Ankh               |             |

### Teatro
- Bambino(2006)
- Bambino+(2006)
- Bambino.2(2007)
- Bambino+ in Yokohama (2007)
- Bambino+ in apple (2008)
- Bambino.3&+ (2009)
- Bambino. Final! (2012)
- Sutā Tanjō (2004)
- Boku no Yotsuya kaidan (2012)
- Never Let me Go (2014) (Apr 29 to May 15)
- The Shawshank Redemption (December 2014)
- Verona no ni shinshi (2014)
- Tegami (2016)
- Kuroshitsuji: Noah's Ark Circus (2016)
- Kumikyoku Vol.14 "Douka yami wo, Kimi ni" (2017)
- Grand Guignol (2017)
- Shitsunawa reta ai no iro (2017)
- 1789 -Bastille no Koibitotachi- (2018)